# Rhopalogaster (roofvlieg)
Rhopalogaster is een vliegengeslacht uit de familie van de roofvliegen (Asilidae). De soort is uitgestorven.

## Soorten
- R. albidus Scarbrough & Perez-Gelabert, 2006
- R. araujoi Carrera, 1952
- R. aurifer Hermann, 1912
- R. bella Bromley, 1929
- R. lineata Hermann, 1912
- R. longicornis (Wiedemann, 1828)
- R. micronyx Tomasovic, 2002
- R. niphardis Hermann, 1912